# Provincia di Oubritenga
La provincia di Oubritenga è una delle 45 province del Burkina Faso, situata nella regione dell'Altopiano Centrale. Il capoluogo è Ziniaré.

## Struttura della provincia
La provincia di Oubritenga comprende 7 dipartimenti, di cui 1 città e 6 comuni:

### Città
- Ziniaré

### Comuni
- Absouya
- Dapélogo
- Loumbila
- Nagréongo
- Ourgou-Manéga
- Zitenga